# 群馬県道291号境木島大間々線

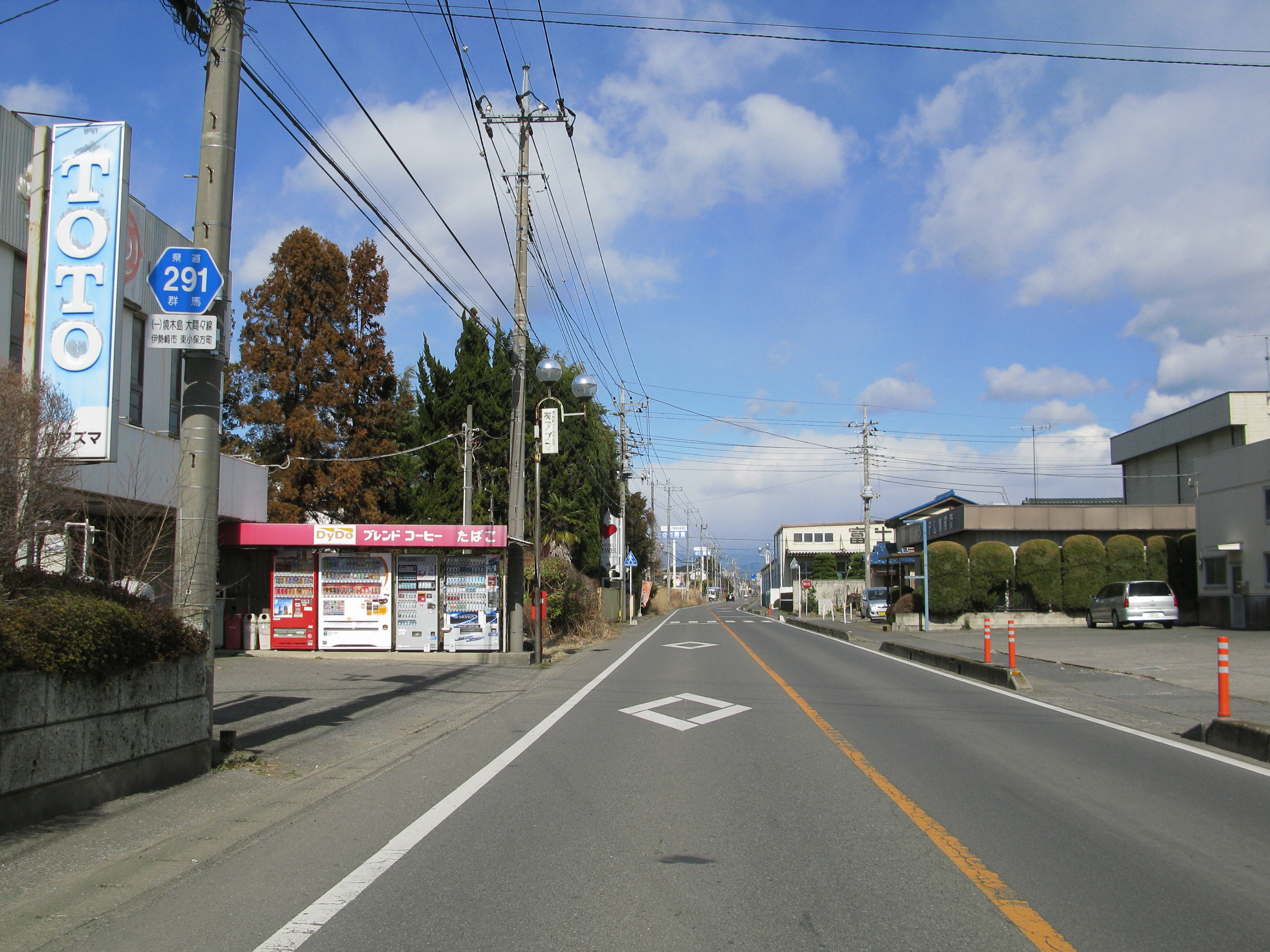
伊勢崎市東小保方町

群馬県道291号境木島大間々線（ぐんまけんどう291ごう さかいきじまおおまません）は、群馬県伊勢崎市境木島の群馬県道14号伊勢崎深谷線の「木島三叉路」からみどり市大間々町大間々の群馬県道69号大間々世良田線との三叉路を結ぶ県道である。路線名の旧称は「境大間々線」。

## 路線データ
- 起点：伊勢崎市境木島514番の1（群馬県道14号伊勢崎深谷線交点〈境木島三差路交差点〉）[注釈 1]
- 終点：みどり市大間々町大間々613番の1（群馬県道78号太田大間々線交点）[注釈 2]
- 重要な経過地：佐波郡東村[注釈 3]

## 歴史
- 1959年（昭和34年）9月18日：群馬県より現・道路法に基づき、県道境大間々線（佐波郡境町 - 同郡東村 - 山田郡大間々町、整理番号11）として路線認定される[2]。
  - 同日、前身路線にあたる旧・県道境大間々線（佐波郡境町 - 山田郡大間々町、整理番号95）が路線廃止される[3]。

## 地理

### 通過する自治体
- 群馬県
  - 伊勢崎市 - みどり市 - 桐生市 - みどり市

### 交差する道路
- 群馬県道14号伊勢崎深谷線（伊勢崎市境木島、境木島三叉路）
- 群馬県道292号伊勢崎新田上江田線（伊勢崎市境下渕名、境下渕名）
- 国道17号 上武道路（伊勢崎市境上渕名）
- 群馬県道2号前橋館林線（伊勢崎市境上渕名、境上渕名）
- 群馬県道39号足利伊勢崎線（伊勢崎市東小保方町、流通団地東）
- 群馬県道68号桐生伊勢崎線（伊勢崎市東町、東町）
- 国道50号（伊勢崎市赤堀鹿島町、赤堀鹿島町）
- 群馬県道352号笠懸赤堀今井線（みどり市笠懸町西鹿田、西鹿田）
- 群馬県道3号前橋大間々桐生線（桐生市新里町新川、新川八幡）
- 群馬県道69号大間々世良田線（みどり市大間々町大間々）